# Typhon Nanmadol (2011)
Pour les articles homonymes, voir Cyclone tropical Nanmadol.
Le typhon Nanmadol (désignation internationale: 1111, désignation JTWC: 14W, terme PAGASA: Mina) est un cyclone tropical, le plus violent de 2011 ayant frappé les Philippines et également le premier de cette année à toucher directement Taïwan. Il est la onzième tempête tropicale, la septième violente tempête et le quatrième typhon de la saison cyclonique pacifique de 2011. Nanmadol a fait 26 morts, et a causé des dommages d'une valeur de 26 464 591 dollars. Le nom de Nanmadol est dérivé de Nan Madol, une ville en ruine qui s'étend au sud-est de l'île de Pohnpei autrefois la capitale de la dynastie Saudeleur avant l'an 1500.

## Évolution météorologique
Au plus tard de la journée du 19 août 2011, une zone de basse pression se forme au nord de Palau. Au début du 20 août, le système se concrétise et forme l'œil du cyclone. Le système dérive par la suite vers le nord et continue sa trajectoire jusqu'au 21 août, lorsque l'Agence météorologique du Japon (AMJ) précise que la zone de basse pression devient une dépression tropicale qui pourrait frapper les Philippines. Le Joint Typhoon Warning Center (JTWC) diffuse un bulletin d'alerte cyclonique rapportant que le système est désormais devenu une dépression. Plus tard dans la même journée, l'Administration des services atmosphériques, géophysiques et astronomiques des Philippines (PAGASA) observe la dépression tropicale et la nomme Mina. 
Nanmadol continue de dériver au nord et touche Gonzaga (Cagayan), Philippines avec des vents violents atteignant 176 km/h. Au plus tard du 28 août 2011, Nanmadol touche Taimali dans le Comté de Taitung à Taïwan et commence à perdre d'intensité. Après avoir touché le sud de Taïwan, le typhon s'affaiblit en touchant les terres. Plus tard, Nanmadol part rapidement vers le nord-ouest dans le détroit de Taïwan. Les terres affaiblissent rapidement le typhon rétrogradant ainsi Nanmadol, selon la JTWC, en tempête tropicale avec des vents d'environ 93 km/h. Finalement, la JMA rétrograde également Nanmadol en tempête tropicale avec des vents de 56 km/h. Pendant ce temps, des vents violents dépassant les 260 km/h sont reportés dans l'est de Taïwan s'étendant sur 410 km jusqu'au sud-ouest. Le 30 août 2011, Nanmadol arrête sa progression et devient stationnaire.

## Préparations

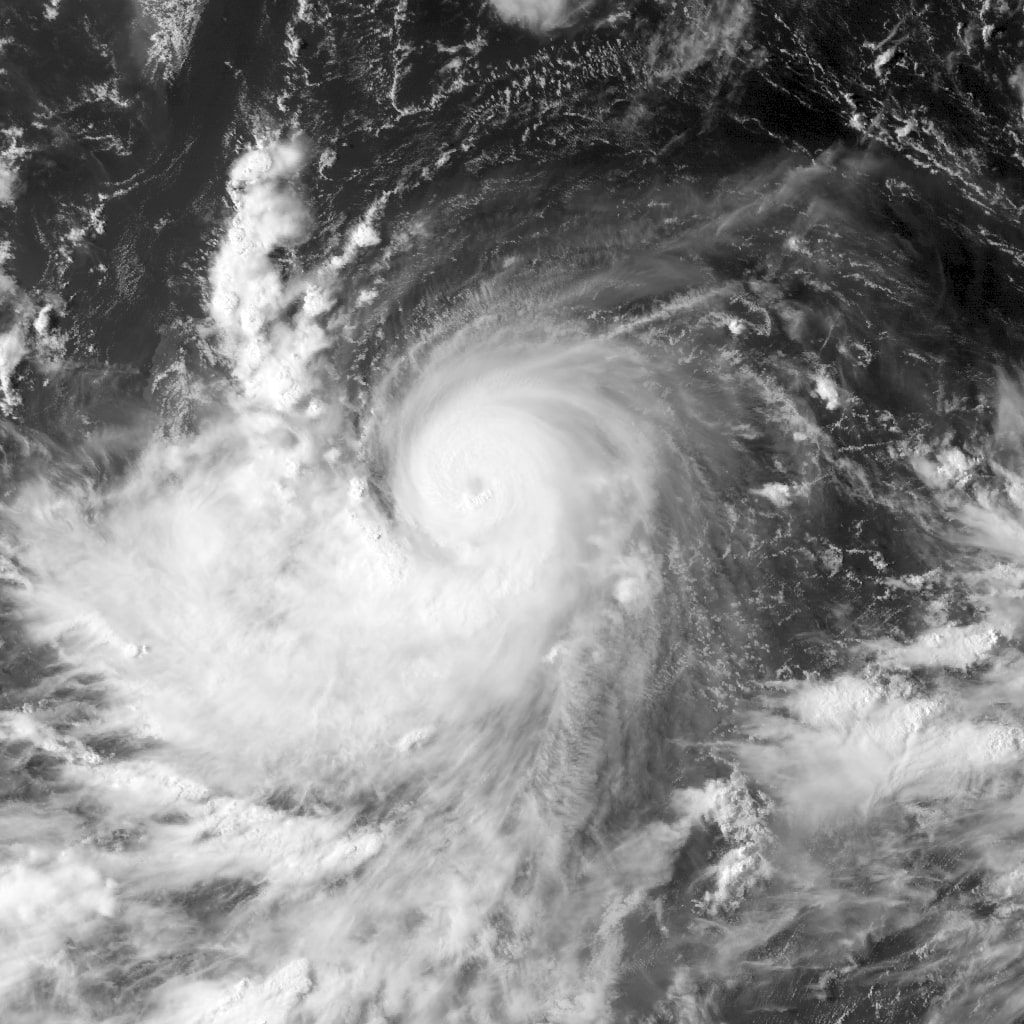
Image satellite du typhon lors de sa formation au dessus de l'océan

### Philippines
Le 25 août, les habitants au nord des Philippines commencent à se préparer pour Nanmadol, alors que le gouvernement philippin les informe d'éventuelles pluies violentes qui pourraient causer de fortes crues après son passage sur les côtes. Le lendemain, alors que Nanmadol devient de plus en plus dangereux, une alerte à la tempête de niveau 3 est diffusée à Isabela, Cagayan, Calayan et Babuyan. Les habitants sont avertis d'énormes vagues, de rafales de vent violentes et de très fortes pluies durant le weekend. Le 27 août, de nombreux vols ont été annulés.

### Taïwan
Le 26 août, le bureau central de météorologie de Taïwan avait lancé une alerte en mer, mais ne s'attendait pas à l'effet Fujiwara, qui pouvait faire dériver le typhon vers Taïwan. La côte est de Taïwan a toutefois anticipé Nanmadol. Les habitants ont également été avertis de vents violents et de fortes pluies prévues pour le lundi 29 août.

### Chine
Après avoir touché Taïwan, Nanmadol se dirige vers la Chine, où de nombreuses autorités locales appellent tous les bateaux à rentrer au port. Les bureaux des affaires maritimes des villes de Fuzhou, Putian, Quanzhou, Xiamen et Zhangzhou ont activé l'alerte rouge, ordonnant à tous les équipages de revenir aussi vite que possible. La tempête devait amener d'énormes pluies torrentielles et de très fortes crues, et frappe la partie sud de la province de Fujian.

## Impact
| Pays        | Victimes | Victimes | Victimes | Dégâts     |
| Pays        | Morts    | Blessés  | Disparus | Dégâts     |
| ----------- | -------- | -------- | -------- | ---------- |
| Philippines | 29       | 37       | 5        | 33 158 317 |
| Taïwan      | 1        | 0        | 0        | 2 600 000  |
| Chine       | 0        | 0        | 0        | 6 900 000  |
| Total       | 30       | 37       | 5        | 42 658 317 |

### Philippines
Le 23 août, le système dépressionnaire cause de fortes pluies dans la province de Zamboanga del Sur, aux Philippines. Aucun décès, ni blessé n'a été reporté. Le 26 août, la National Disaster Risk Reduction and Management Council (NDRRMC) rapporte un pêcheur disparu. Le même jour, une tornade causée par le typhon frappe la province de Biliran soufflant trois bâtiments écoliers. Aucun enfant n'a été reporté mort ou blessé, cependant. Depuis vendredi 26 août, il est ainsi tombé près de 615 mm à Baguio, 558 mm à Laoag, 275 mm à Vigan et 265 mm à Tuguegarao. Ces précipitations diluviennes sont à l'origine d'inondations et de glissements de terrain qui ont provoqué la mort d'au moins huit personnes et détruit plusieurs centaines d'habitations.
Le 27 août, Nanmadol dévie au nord du pays amenant des violents pluies, causant des glissements de terrain. Nanmadol, le typhon le plus violent à avoir touché les Philippines en 2011, tue deux enfants lors d'un glissement de terrain et fait bilan de deux pêcheurs disparus. Le 28 août, le typhon passe en catégorie 3 sur l'Échelle de Saffir-Simpson et longe avant-hier la côte nord-est des Philippines en apportant des pluies torrentielles et des vents tempétueux dans les provinces du nord et une houle de plusieurs mètres sur les côtes.

### Taïwan
Alors que Nanmadol touche terre à Taïwan, des très violents orages ont frappé la nation. Quelque 528 mm de pluie ont touché le comté de Hualien ; 517 mm à Hengchun, comté de Pingtung ; 449 mm dans le comté de Taitung ; 292 mm à Pinglin, Nouveau Taipei ; 275 mm à Kaohsiung ; et 265 mm dans la montagne Taiping, comté de Yilan. Les fortes pluies torrentielles causent ensuite de grandes inondations. Des milliers de personnes ont été évacuées par précaution ; Nanmadol est le premier typhon à frapper directement Taïwan depuis le Typhon Fanapi.

### Chine
Nanmadol frappe la Chine en tant que faible cyclone tropical amenant de fortes pluies, obligeant les autorités locales à lancer plusieurs alertes. Également, une reporter en Chine a littéralement échappée à la mort après avoir été emportée par une énorme vague durant un reportage en direct. Des milliers de pêcheurs aux alentours couraient également le risque d'être emporté par les vagues. le typhon frappe la ville de Jinjiang le mercredi 31 août 2011 à 2 h 0.